# 新發田長敦
新發田長敦（しばた ながあつ，1538年（天文7年）—1580年（天正8年））。新發田家的祖先是在源平合戰中，討伐越後城資盛的總指揮御家人佐佐木盛綱。

## 生平
1530年，上杉家一族的上條定憲和守護代長尾家相互對立，發生史稱的上條之亂。五十公野城城主新發田綱貞（新發田長敦之父）與本庄房長、鮎川清長、水原政家、黑川清實、五十公野景家、加地春綱、竹俣昌綱等等下越國人（即揚北眾）一起站到上條定憲一方，與長尾為景交戰，在歷經一番戰戰合合後，最終都為上杉謙信的勇武所折服，成為其麾下勢力。
上杉謙信平定越後之際，新發田綱貞的嫡子新發田長敦繼承了家名，成為新發田城城主。新發田長敦侍奉上杉謙信後逐漸頭角顯露，以優秀的外交手腕著稱，擔任春日山城門的班職，並在各地的戰役中活躍，因此受上杉謙信的重用，列為越後七手組大將之一。第四次川中島之戰中，新發田部隊擊潰了武田軍諸角虎定部，並討取老將諸角虎定，立下了大功。1568年，武田軍進入信州長沼，新發田家受到上杉謙信動員的命令，新發田長敦率同一族的五十公野家出陣信州飯山，這以後他又先後擔當了上杉家內政和充分發揮了其優秀的外交手腕，在與武田勝賴的和平談判中出盡全力，直至1580年病死為止。
作為其一族的竹俁慶綱和入繼了五十公野家并担任外交方面要職的弟弟五十公野治長（新發田重家），也是上杉謙信政權中佔有重要地位的家臣。
1578年謙信病歿，他在之後的御館之亂中支持上杉景勝一方，表現十分活躍。新發田重家是揚北眾中的重鎮，御館之亂後，因賞賜問題而產生謀反之心，『越後治亂記』中談到：上杉景勝對新發田重家的戰功給予了封賞，可是新發田重家對得到的賞賜數量卻表示不滿，一方面他裝做滿足於繼承新發田家，而另一方面卻在不知不覺中走向了謀反的道路。
1580年，新發田長敦的弟弟新發田重家從娘家五十公野家返回繼承了新發田家。1582年，新發田重家最後決定謀反，並侵佔新潟津的沖之口，並與織田信長取得了聯繫及協助織田軍攻打上杉家，而且逼的兵敗如山倒的上杉景勝差點自盡，不過卻因為發生本能寺之變而令正在進攻上杉家的織田軍返回近畿，同時亦因新發田重家的謀反而令新發田家走向了滅亡。